# Δ-Aquàrids australs
Els δ-Aquàrids australs (delta Aquàrids australs) són una pluja de meteors visible des de mitjan juliol a mitjans d'agost cada any amb un pic d'activitat entre el 28 i el 29 de juliol. No es coneix amb certesa el cometa d'origen d'aquesta pluja. Anteriorment, es pensava que es va originar a partir dels cometes Marsden i Kracht Sungrazing, però actualment el principal candidat sospitós és el cometa 96P Machholz.
El nom d'aquesta pluja es deu al fet que el radian es troba a la constel·lació d'Aquari, prop d'una de les estrelles més brillants de la constel·lació, Delta Aquarii. Existeixen dues variants dels Delta Aquàrids: la septentrional i l'austral. L'austral es considera una pluja forta amb una ràtio d'observació de meteors de 15 a 20 per hora i amb una THZ de 18; el radian es troba a RA=339°, DEC=−17°. La septentrional és més dèbil i presenta un pic a mitjan agost, amb in pic màxim de 10 meteors per hora i un radian situat a RA=340°, DEC=−2°.